# Louvetot
Louvetot là một xã thuộc tỉnh Seine-Maritime trong vùng Normandie miền bắc nước Pháp.

## Huy hiệu
| Arms of Louvetot | The arms of Louvetot are blazoned: Azure, a chevron Or between an oaktree, an abbot's crozier and a barrow, and on a chief argent a wolf passant sable. |

## Dân số
| 1962                                 | 1968 | 1975 | 1982 | 1990 | 1999 | 2006 |
| ------------------------------------ | ---- | ---- | ---- | ---- | ---- | ---- |
| 382                                  | 417  | 439  | 500  | 562  | 575  | 701  |
| Từ năm 1962: Dân số không tính trùng |      |      |      |      |      |      |